# Clasificación internacional del funcionamiento, de la discapacidad y de la salud
La Clasificación internacional del funcionamiento, de la discapacidad y de la salud (CIF; en inglés: International Classification of Functioning, Disability and Health, o ICF)  determina la clasificación y codificación de la discapacidad como el resultado de la interacción que abarca deficiencias, limitaciones de la actividad y restricciones a la participación.
La ICF recibió la aprobación de los 191 Estados miembros de la Organización Mundial de la Salud (OMS) el 22 de mayo de 2001, durante la 54.ª Asamblea Mundial de la Salud. Su aprobación siguió a nueve años de esfuerzos internacionales de revisión coordinados por la OMS. La clasificación inicial de la OMS para los efectos de las enfermedades, la Clasificación Internacional de Deficiencias, Discapacidades y Minusvalías (CIDDM), se creó en 1980.